# Молчанов, Владимир Константинович
Влади́мир Константи́нович Молча́нов (род. 18 января 1961) — игрок «Что? Где? Когда?», двукратный обладатель приза «Хрустальная сова», вручающегося лучшему игроку. До 2009 года — главный редактор телевизионной передачи «Своя игра».

## Биография
В 1990 году окончил Московский институт стали и сплавов.

### Что? Где? Когда?
В 1984, работая монтажником точного оборудования на заводе, на спор написал письмо в телепередачу «Что? Где? Когда?» и попал в телеклуб знатоков. Впервые сел за игровой стол в финальной игре 1985 года в команде новичков (капитан Александр Зуев). Затем играл в составе команды Валентины Голубевой. Свои лучшие игры сыграл позднее в команде Андрея Козлова. В 1991 году Совет старейшин телеклуба признал Владимира Молчанова лучшим игроком зимней серии игр. Он стал обладателем главного приза — Большая «Хрустальная сова
» и титула Бессмертного члена элитарного клуба. В 2008 году удостоен второй «Хрустальной совы» в составе команды Андрея Козлова. Работал в фирме «Игра» администратором и референтом Владимира Ворошилова.

### Своя игра
В 1994 году сыграл в «Свою игру», победил в двух играх подряд и получил предложение работать редактором программы. Позднее, после ввода соответствующей должности, был главным редактором до 2009 года. В год он делал 100 выпусков «Своей игры», для этого проводил за компьютером до 18 часов в день.

## Личная жизнь
Женат, есть двое детей.
8 августа 2009 года Молчанов перенёс инсульт: по словам его жены Анны, у Владимира была парализована правая часть тела, также был повреждён речевой центр. Из-за ухудшения здоровья он был вынужден покинуть пост редактора «Своей игры» и уйти из клуба знатоков. До настоящего времени проходит реабилитацию.